# Huangjiu
Vin de céréale
Le huangjiu (chinois simplifié : 黄酒 ; chinois traditionnel : 黃酒 ; pinyin : huángjiǔ ; EFEO : houang2tsiou3 ; cantonais Jyutping : wong⁴zau² API (pour le mandarin standard) : /xu̯ɑŋ³⁵ ʨi̯oʊ̯²¹⁴/, API (pour le cantonais) : /wɔːŋ²¹ ʦɐu³⁵/, morphol. « vin jaune » en mandarin) ou vin de céréale est une boisson alcoolisée chinoise, titrant entre 12 et 20 %, obtenue par transformation simultanée des matières amylacées de céréales (sorgho, millet, blé, riz) en sucres simples et de ceux-ci en alcool.
Le huangjiu est une boisson non gazeuse comme le vin, apparentée au soju coréen ou au saké japonais. Traditionnellement, il peut être consommé chaud, c'est-à-dire que le service se fait avec une carafe en terre cuite, préalablement chauffée au bain-marie à 35 - 40 °C. Il est bu au cours des repas ou utilisé dans la cuisine.
Cette boisson est produite par une technique de brassage des céréales propre à la Chine, apparue au Néolithique et qui a toujours joué un rôle important dans la culture chinoise car elle donnait la boisson sacrificielle offerte en libation aux esprits des ancêtres et aux divers esprits de la nature. Ce procédé de fermentation s'est ensuite propagé dans toute l'Asie orientale.

## Caractères distinctifs

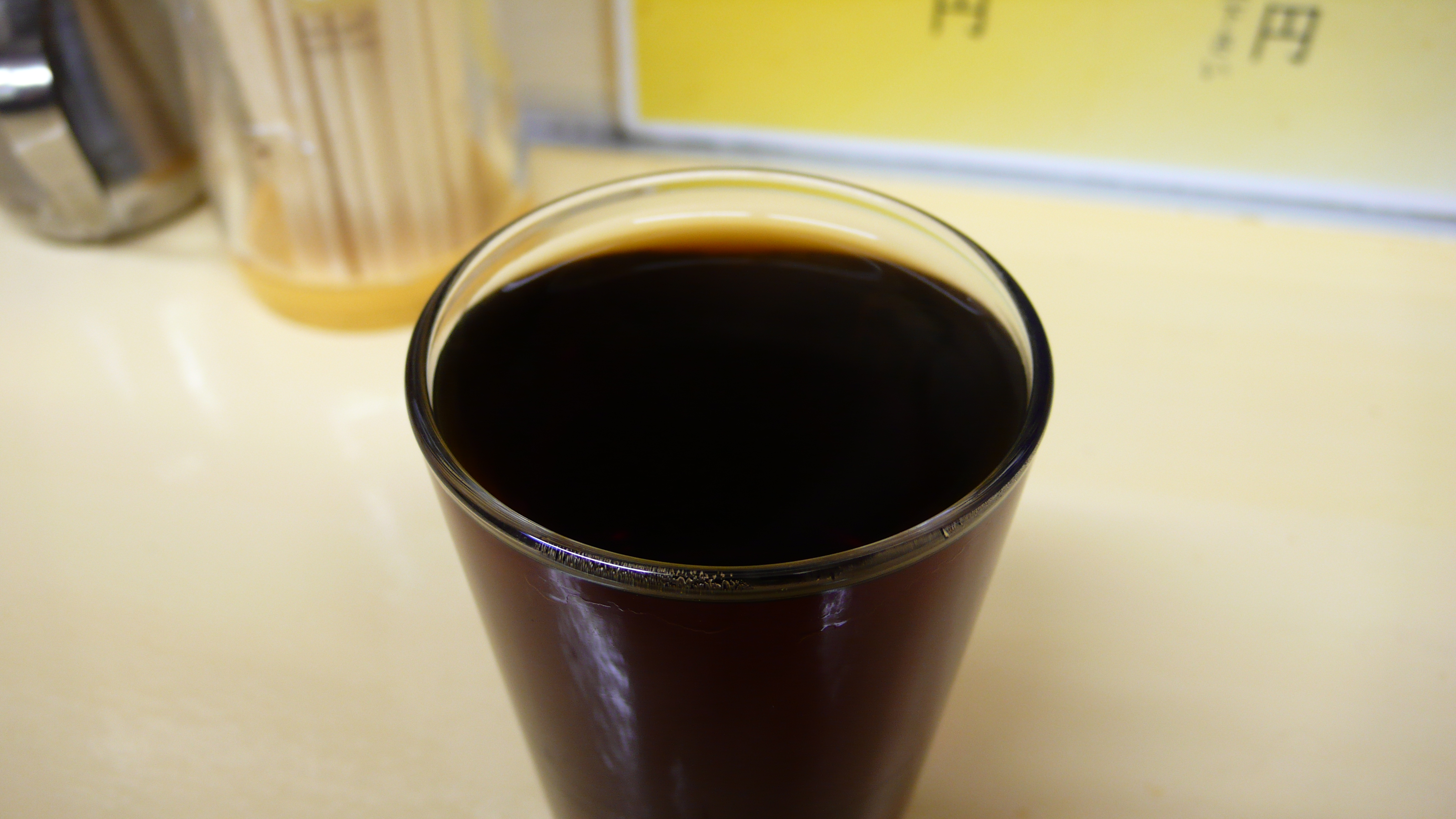
Un verre de vin de céréale de Shaoxing

Le  huangjiu chinois : 黄酒 ; pinyin : huángjiǔ est la boisson alcoolique traditionnelle de la Chine depuis l'époque néolithique. Cette boisson typiquement chinoise doit être distinguée des deux boissons allogènes : le putaojiu 葡萄酒, pútáo jiǔ, le vin obtenu par fermentation du raisin et la bière pijiu 啤酒, píjiǔ. Ces deux dernières boissons qui n'ont cessé depuis un siècle de gagner du terrain sur le huangjiu sont originaires du Moyen-Orient. Toutes les trois sont obtenues par une fermentation, non suivie d'une distillation.
Si le vin et la bière font partie de la culture européenne depuis son origine, il n'en est pas de même du huangjiu qui par conséquent, n'a pas reçu de dénomination satisfaisante dans les langues européennes. Par son mode de fabrication à partir de céréales, cette boisson s'apparente à la bière telle que définie par les brasseurs, mais par son mode de consommation et ses caractéristiques organoleptiques, elle s'apparente au vin. Les premiers sinologues occidentaux ont pris l'habitude de traduire jiu dans les textes classiques par « vin » et cet usage, malgré les confusions qu'il provoque chez les non-sinologues, s'est imposé aux traducteurs. Une traduction plus précise de huangjiu est « vin de céréale » ou « vin de riz » (et encore faudrait-il préciser chinois). Par son mode de production, le huangjiu s'apparente au saké japonais (écrit aussi 酒) qui s'en est inspiré.
La transformation de grains en alcool s'opère par deux processus distincts :
1. une hydrolyse de l'amidon produisant des sucres simples, processus nommé saccharification, obtenu par des enzymes amylolytiques
2. une fermentation alcoolique des sucres simples en éthanol, obtenue par des levures produisant des enzymes glycolytiques

Dans le vin de céréale huangjiu, les deux processus sont quasi simultanés et sont déclenchés par un inoculum amylo-fermentaire nommé qu (曲 / 麴, qū) en chinois. Pour la fabrication de la bière, ils sont séquentiels : d'abord le maltage entraînant l'apparition d'enzymes dans les céréales, puis le brassage dans l'eau chaude (~60 à 70 °C) et responsable la transformation de l'amidon en sucre, suivi du houblonnage et enfin de la fermentation alcoolique transformant le sucre en éthanol.
Dans la technique chinoise, le fait d'avoir deux processus en partie simultanés et non séquentiels, permet à la levure de ne pas rencontrer une forte concentration initiale en sucre ayant sur elle une activité inhibitrice. Le vin de céréale peut donc atteindre des concentrations de 12 à 20 % d'alcool, proche des bières à triple ou quadruple fermentation et supérieures aux taux traditionnels de 5-6 % de la bière à fermentation unique.
Le vin de céréale ne doit pas être confondu avec le baijiu (白酒, báijiǔ, « alcool blanc »), une l'eau-de-vie de céréale qui est produite par distillation de vin de céréale et est donc beaucoup plus fort (38 à 65 %). Cet alcool fort est devenu un marqueur caractéristique de la culture chinoise traditionnelle comme le huangjiu, bien qu'il soit apparu beaucoup plus tard (il y a un millénaire et non pas cinq).

## Les techniques de fabrication
Les techniques de brassage du vin de céréale ont beaucoup varié dans le temps et l'espace.
Des premières fermentations de céréales dont les traces remontent au Néolithique, jusqu'aux techniques élaborées des Zhou et des Han (premier millénaire avant notre ère), il fallut plusieurs millénaires d'essais et d'erreurs, pour que l'art de contrôler la fermentation des céréales se stabilise.
Pour Xu Ganrong, un spécialiste chinois de la fermentation en milieu solide, le développement des techniques de fermentation du vin de céréales peut être divisé en deux grandes étapes, :
1. L'étape des fermentations naturelles : à travers une expérience multi-millénaires, les savoir-faire traditionnels ont constamment progressé et permis de maitriser de manière satisfaisante les fermentations pratiquées à une échelle artisanale. Mais le manque de compréhension des phénomènes ne permettait pas de produire à grande échelle et sans aléas, avec des normes de qualité contrôlables.
2. À la fin du XIXe siècle Louis Pasteur montre que les fermentations lactique, acétique et alcoolique sont dues à la présence de micro-organismes. Il comprend  que les altérations du vin ou de la bière sont provoquées par des germes parasites qui se développent en plus des micro-organismes responsables de la fermentation normale. L'autre innovation importante est l'utilisation de cultures pures par le Danois Emil Hansen. Depuis cette époque, l'amélioration de la qualité des bières et des vins devra beaucoup aux progrès de la microbiologie.
Les brasseurs japonais furent les premiers en Asie à utiliser ces connaissances microbiologiques pour industrialiser les méthodes traditionnelles de brassage du vin de céréale (nommé saké au Japon). Les Japonais adoptèrent la technologie européenne de culture de ferment pur dans leur pays et la transférèrent en Corée et en Chine au cours du XXe siècle. La compréhension des mécanismes microbiologiques mis en œuvre permit de mécaniser à grande échelle les processus de brassage de la bière et des vins de céréales et d'assurer une production de qualité constante.

### La technique de préparation du fermentquet du vin de céréale à l'époque médiévale

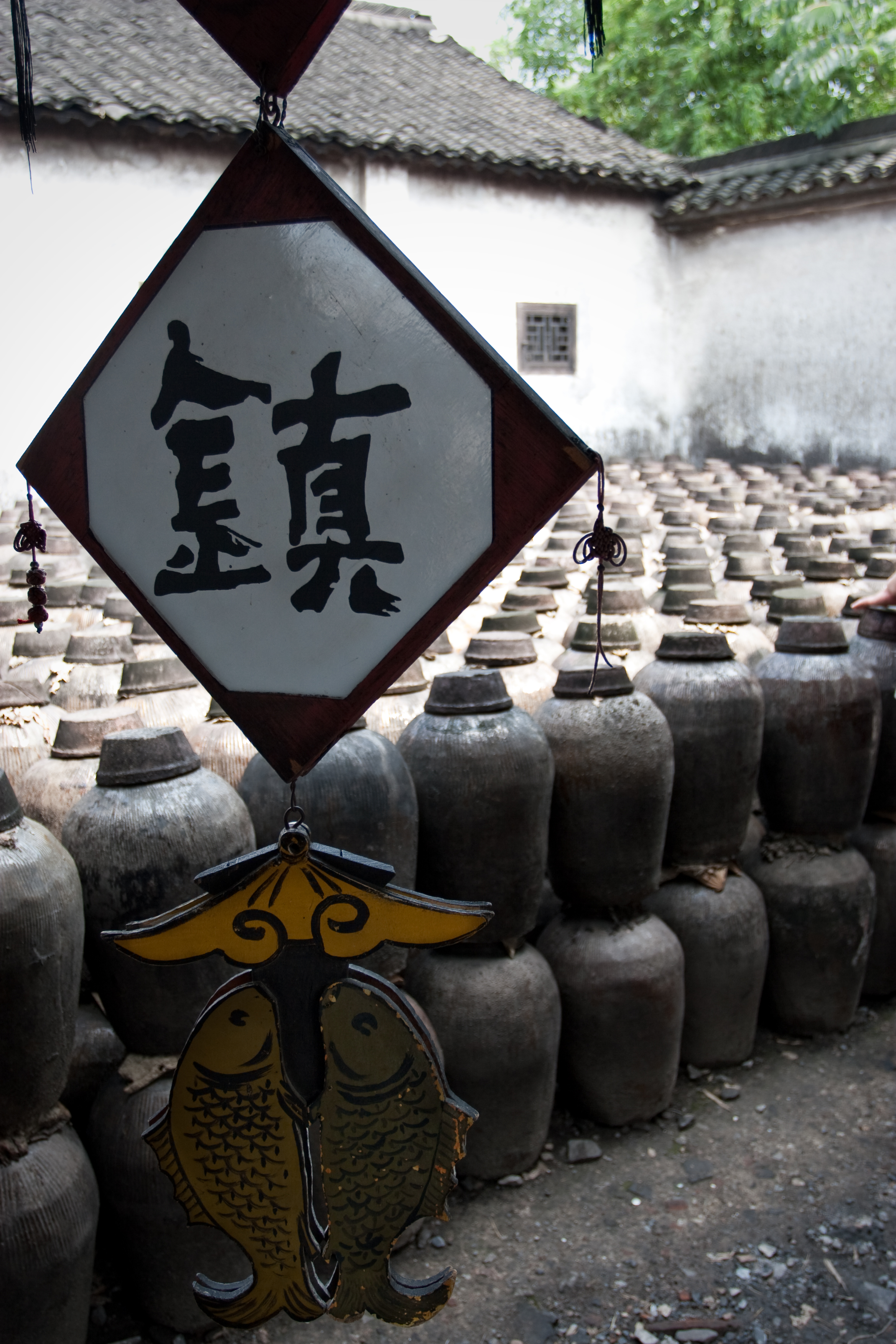
Jarres de vin de riz

Le plus ancien traité d'agriculture, datant du VIe siècle, le Qi Min Yao Shu, 齐民要术, (Principales techniques pour le bien-être du peuple) donne pour la première fois, une description détaillée de la technique de fabrication du vin de céréale. L'élaboration se fait en deux temps : dans un premier temps, la préparation de l'inoculum qu sous forme de gâteaux solides, pouvant être longuement conservés, et dans un deuxième temps, le brassage de céréales cuites ensemencées par le qu. Le traité donne les procédures de fabrication de neuf variétés de qu et de 37 types de vins de céréales.
La technique d'élaboration est complexe et difficile à maitriser. L'auteur, Jia Sixie, dans un souci de transmettre l'expérience acquise par les brasseurs de son époque, prend un soin extrême à détailler chaque étape, en précisant souvent que si on ne suit pas précisément la procédure, le vin sera altéré ou ne se conservera pas. Les recommandations sur la marche à suivre peuvent parfois relever de ce qu'on sait maintenant être lié à une hygiène stricte (faire bouillir cinq fois l'eau) mais aussi à des pratiques d'ordre magique (un garçon habillé en noir, doit puiser l'eau face à l'ouest, avant le lever du soleil, cf Huang, p. 170).
Le blé est l'ingrédient de base de la plupart des qu. Le blé est en général divisé en trois parties qui sont respectivement légèrement torréfiées, étuvées et gardées crues. Après avoir moulu les grains, on les mélange pour donner une farine que l'on trempe avec de l'eau. La pâte obtenue est pétrie en mottes de taille variable (suivant le type de qu, petite pièces de quelques centimètres, gâteaux plus importants, ou briques d'une dizaine de centimètres). Les blocs sont ensuite mis à incuber dans une pièce soigneusement close. Pendant plusieurs semaines, les blocs sont surveillés, retournés, empilés puis mis à sécher au soleil. Sans savoir quel type de fermentations se produisaient, l'auteur Jia Sixie note la présence d'un feutrage superficiel multicolore (yi 衣) à la surface des blocs, indiquant la maturité du ferment.

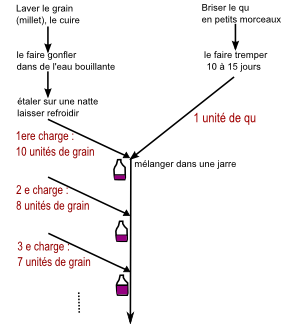
Schéma de fabrication du vin de millet d'après le Qi Min Yao Shu (l'unité est le dou 斗). Fabrication en mode graduel.

On sait maintenant que ce processus de fermentation sur substrat solide est l’œuvre d'un cocktail très complexe de moisissures (Rhizopus oryzae, Aspergillus sp., Monascus sp. etc), de levures (Saccharomyces cerevisiae, Saccharomycopsis fibuligera, Pichia guilliermondii, etc.) et de bactéries (Bacillus subtilis, B. ginsengihumi, etc.).
Pour la deuxième étape, le Qi Min Yao Shu indique comment contrôler la fermentation de trois types de céréales : deux espèces de millets et le riz glutineux. Avant de faire l'inoculation des grains, on commence par briser les gâteaux de ferment qu et on les met à tremper pendant 7 à 10 jours, le temps que l'hydrolyse commence. On prépare le grain (millet ou riz) par un lavage soigneux, une cuisson suivie éventuellement d'une mise à gonfler dans de l'eau. On procède ensuite à une série de charges de grains sur le ferment dans une jarre servant de fermenteur. La réaction de fermentation se déclare et au bout d'un à deux jours, tout le grain est liquéfié. On effectue ensuite une seconde charge de céréale et le cycle est répété jusqu'à ce que le pouvoir d'hydrolyse du ferment soit épuisé. À ce moment, le moût contient encore beaucoup de sucre (obtenu par hydrolyse de l'amidon) et le brasseur habile doit pouvoir contrôler la fermentation alcoolique par les levures pour augmenter la concentration d'alcool jusqu'au point d'inhibition des levures (vers 15 % d'éthanol). On laisse ensuite le vin décanter. Il peut être bu tel quel ou filtré. On notera que le brasseur prend un très grand soin pour s'assurer que la température de la jarre de fermentation ne soit ni trop élevée ni trop basse.

### Aperçu des techniques actuelles
- Types de vins

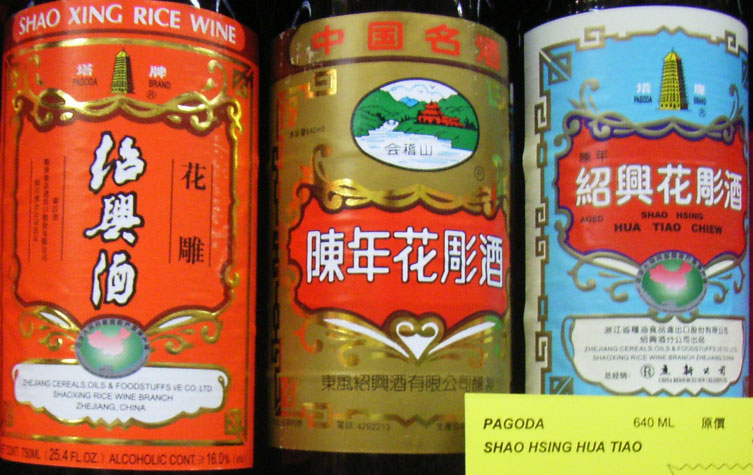
Bouteilles de huangjiu

Il existe une grande variété de vin de céréale, chacune avec des spécificités de fabrication propres (voir les entrées correspondantes).
Plusieurs classification sont possibles, la plus courante comporte trois groupes, :
1. Vin de riz de Shaoxing 绍兴酒 / 紹興酒, shàoxīng jiǔ
2. Vin de ferment rouge, fabriqué avec du riz glutineux et les ferments yaoqu 药曲, 药麴, yàoqū et hongqu 红曲 / 紅麴, hóngqū
3. Vin de millet (小米, xiǎomǐ), comme le vin Jimo (即墨老酒, jímò láojiǔ) du Shandong

La production de vins de céréale se concentre essentiellement dans trois grandes zones :
1. Shaoxing dans la province du Zhejiang
2. Shanghai
3. la province du Jiangsu

- Les ferments qu

Les premiers travaux sur la nature microbiologique du ferment qu remonte à Albert Calmette, un collaborateur de Louis Pasteur, que ce dernier avait chargé de fonder l'Institut Pasteur de Saïgon en 1891. Calmette étudia la fermentation du vin de riz qui était produit en Indochine suivant la méthode chinoise. Il identifia dans le ferment que les Européens d'Indochine appelaient des « levures chinoises », plusieurs variétés de levures, des colonies bactériennes et de moisissures. Parmi ces dernières, il remarqua une espèce de moisissure qui s'étalait en nappe blanche et semblait avoir le meilleur pouvoir de saccharifier l'amidon. Il proposa de l’appeler Amylomyces rouxii en honneur de son maître Émile Roux. Il montra que cette moisissure provenait de l'extérieur des grains de riz et non pas des 46 plantes aromatiques pilées qui servaient traditionnellement à fabriquer les petits gâteaux de ferment . Après avoir trouvé un moyen de cultiver cette moisissure, il la combina avec des souches de levures de l'Institut Pasteur et élimina des micro-organismes pathogènes qui contaminaient le ferment chinois. Il jugea le résultat excellent, bien meilleur que le koji japonais et ayant un rendement très supérieur au  « procédé indigène de fabrication des alcools de riz en Indo-Chine ». Au-delà des applications pratiques, Calmette grâce à une série d'expérimentations habiles, révélait le processus microbiologique caché qui était à l’œuvre dans la transformation du riz en alcool, mis au point par tâtonnements par les Chinois. Une analyse phylogénétique récente de ferments asiatiques suggère que l'espèce Amylomyces rouxii (syn. Rhizopus arrhizus A. Fisch.) est composée de deux types distincts, dérivés de Rhizopus oryzae et R. delemar, via la domestication des ferments (starters).
Quelques années auparavant, la nature microbiologique du ferment koji avait été étudiée par le Néerlandais Ahlburg et le Japonais Shinnosuke Matsubara. Les moisissures furent initialement nommées Eurotium oryzae Ahlburg, puis renommées par Cohn Aspergillus oryzae (Ahlburg) Cohn. Le Britannique R. W. Atkinson publia dans Nature en 1878, une description du mode de fabrication du saké puis en 1880 indiqua qu'une « diastase » (enzyme) était responsable de l'hydrolyse de l'amidon.
Les principaux types de ferments qu produits actuellement en Chine sont présentés dans la table ci-dessous :
| Types traditionnels de ferments qu fabriqués actuellement en Chine (d'après Huang) |                                                          |                                 |                                                                 |
| Nom                                                                                | Constituants                                             | Espèces fongiques               | Utilisation                                                     |
| 麦曲, màiqū ferment de blé                                                         | Blé (小麦, xiǎomài)                                      | Rhizopus spp. Aspergillus spp.  | Huangjiu 黄酒 vin de céréale                                    |
| 小曲, 小麴, xiǎoqū petit ferment                                                   | Riz, son de riz, plantes                                 | Rhizopus spp. Mucor spp.        | Huangjiu 黄酒, vin de riz, → Xiaoqu baijiu 小曲白酒 eaux-de-vie |
| 大曲 / 大麴, dàqū grand ferment                                                    | Blé (小麦, xiaomai) ou Blé + orge + pois (Pisum sativum) | Rhizopus spp., Aspergillus spp. | Vin pour la distillation zhengliu jiu 蒸馏酒                    |
| 红曲 / 紅麴, hóngqū (ou 赤曲 / 赤麴, chìqū) ferment rouge                          | Riz (long)                                               | Monascus purpureus              | Huangjiu vin de céréale, hongqujiu 红曲酒, colorant rouge       |

On sait depuis le milieu du XXe siècle, que les ferments qu sont constitués de trois types de mico-organismes : des moisissures (Aspergillus oryzae, A. niger, etc. ; Rhizopus oryzae, R. delemar, etc., Mucor spp., Monascus purpureus, Penicillium etc), des levures (Saccharomyces cerevisiae, Pichia, etc.) et des bactéries (Bacillus subtilis, Acetobacter, Lactobacillus, etc.).
Les moisissures sont des champignons filamenteux qui élaborent des amylases, jouant un rôle essentiel dans l'hydrolyse de l'amidon en sucres simples (en C6). Ainsi, Rhizopus oryzae la plus fréquente, produit de l'amylase en abondance et des composés volatils. Les moisissures du genre Aspergillus sécrètent une grande variété d'enzymes qui contribuent à la saccharification des restes d'amidon du moût dans les dernières phases de la fermentation. Aspergillus oryzae est utilisée dans le saké. Les Japonais utilisent des cultures pures de A. oryzae pour faire la levure qu 曲 / 麴, qū, nommé koji en japonais, des cultures pures de levure S. cereviciae, moto en japonais, les deux inoculés à du riz étuvé.
Les levures sont des champignons microscopiques unicellulaires qui produisent des enzymes (les zymases) capables de dégrader les sucres simples en alcool et gaz carbonique, en dégageant de l'énergie. Saccharomyces cerevisiae, la productrice la plus efficace d'éthanol, est la levure la plus fréquente dans beaucoup de qu. Ces levures sont aussi utilisées pour la fermentation du jus de raisin en vin ou pour faire lever le pain.
Les bactéries Bacillus sécrètent des enzymes hydrolytiques, comme des amylases et des protéases, qui joue un rôle important dans la liquéfaction et la saccharification du riz et des réactions subséquentes conduisant à des composés organiques qui affectent l'arôme et le goût du vin de céréale. Bacillus subtilis est une bactérie du sol inoffensive que l'on retrouve dans les lessives et les yaourts. Dans certains qu, des bactéries lactiques Weissella paramesenteroides produisent de l'acide lactique et des substances antimicrobiennes.

## Histoire

### Les boissons fermentées de la période préhistorique
Les jarres trouvées dans le village néolithique de Jiahu (賈湖), dans la vallée du fleuve Jaune (Henan), ont permis de remonter à 7000 à 6 600 ans avant notre ère, la fabrication des premières boissons alcooliques par l'homme. Les dépôts de matières organiques qu'elles contenaient, analysés par l'équipe américano-chinoise de McGovern et als (2004) indiquaient que ces jarres contenaient une boisson fermentée formée à partir de riz, de miel et de fruits. La présence d'acide tartrique fait supposer que ces fruits pourraient être des cenelles (fruit de l'aubépine) et/ou des raisins d'un Vitis sauvage endémique. Le raisin pouvait être utilisé comme une source de levures fermentaires, naturellement présentes sur la pellicule.

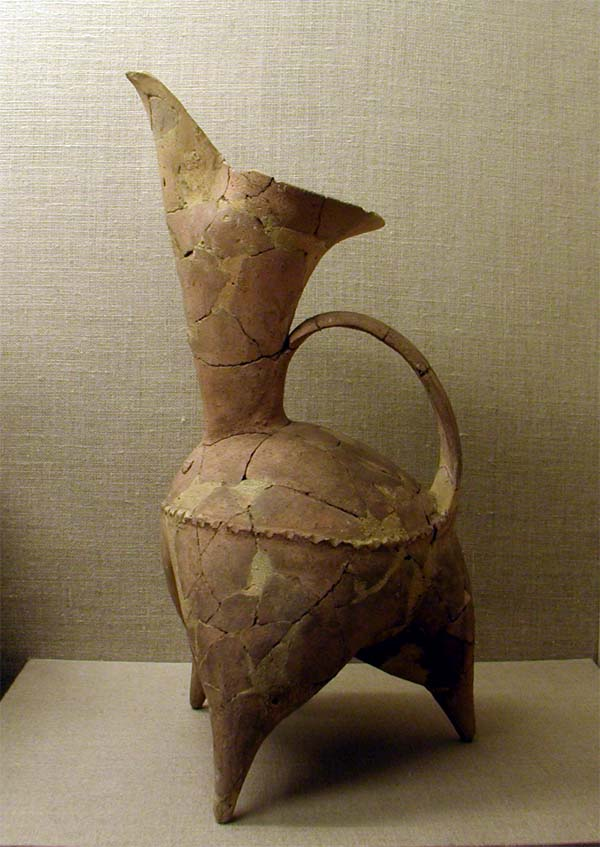
Vase gui de la culture Dawenkou

Ce « breuvage néolithique » était donc un assemblage d'hydromel, de bière et de vin. Il apparait à peu près à la même date que la bière d'orge et que le vin (de raisins) au Moyen-Orient,.
Des études restent à faire pour connaître le devenir de cette mixture si singulière. Mais la même équipe de Mc Govern a montré qu'environ cinq millénaires plus tard, à l'époque protohistorique, la boisson composite avait laissé place aux « vins de céréales ». L'analyse du contenu remarquablement bien préservé, de bronzes celés de la fin des Shang - début des Zhou (ca. -1250, -1000) a révélé une boisson alcoolique faite à partir d'une céréale, probablement le millet ou le riz.
Mais avant cette époque, les archéologues supposent que nombre de récipients trouvés dans les sépultures de la culture de Dawenkou 大汶口 (ca. -4300 / -2600), dans le Shandong, devaient être destinés à la fabrication et la consommation de vin de céréales. La boisson semblait avoir une grande importance puisque dans le site funéraire de Lingyanghe, les 663 coupes trouvées représentent 45 % des objets funéraires.
Les rituels funéraires étaient centrés sur des festins où les princes cherchaient par d'importantes offrandes, à manifester leur puissance et leur prestige.

### Les vins de céréale offerts en sacrifice aux ancêtres, phase tardive des Shāng (-1200 / -1046)
La civilisation Shang 商  se caractérise par l'importance de la divination par le feu (la pyro-ostéomancie), le caractère fastueux des sacrifices et le culte des rois défunts.
Le site archéologique de Yīn xū 殷墟 a révélé d'innombrables inscriptions oraculaires jiaguwen et vases rituels de bronze destinés au service du vin de céréale. Les vestiges archéologiques ont permis de reconstruire les banquets offerts aux ancêtres que partageaient vivants et défunts soit à des époques définies de l'année, soit à l'occasion de funérailles. La tombe de Fu Hao 妇好, une épouse du roi Wu Ding 武丁 (reg. -1324 / -1266), fut construite avec grand soin et un apparat solennel dont témoignent les sacrifices de seize humains et de plusieurs chiens. Elle renfermait 1,6 tonne de bronze dont la plus grande partie était constituée de vases cultuels. Sur les 195 récipients de bronze, destinés à préparer les mets et boissons pour un banquet protocolaire, Bagley a évalué à 144 le nombre de vases destinés au vin de céréale, soit 74 %. Ils servaient selon le type, à entreposer la boisson, à la verser, la chauffer et à boire (jia, jue, gu). Ces vases rituels trouvés dans les tombes sont semblables à ceux utilisés dans les temples pour les sacrifices aux ancêtres (Thote, 2009).
| Vases rituels pour le vin de céréale, époque de la phase tardive des Shang (XIIe siècle av. J.-C.) | Vases rituels pour le vin de céréale, époque de la phase tardive des Shang (XIIe siècle av. J.-C.) | Vases rituels pour le vin de céréale, époque de la phase tardive des Shang (XIIe siècle av. J.-C.) |
| -------------------------------------------------------------------------------------------------- | -------------------------------------------------------------------------------------------------- | -------------------------------------------------------------------------------------------------- |
| | | |
| Vase jue 爵 bronze, sur trois pieds élevés, pour faire tiédir le vin                               | Verseuse guang, bronze                                                                             | Tripode jia 斝 pour réchauffer le vin de céréale                                                   |

Les premiers textes en chinois, en écriture ossécaille (jiaguwen 甲骨文), trouvés sur ce site de Yin xu, confirment la prééminence des boissons de céréales fermentées. Ils distinguent les trois principaux types de boissons alcooliques (Huang, McGovern) nommées :

- chang 鬯 : un « vin » rituel fabriqué avec un ferment contenant une herbe particulière

- li 醴 : un « vin » doux et léger (de faible degré alcoolique), fabriqué à partir de riz ou de millet, donc un genre de bière

- jiu 酒 : un « vin » complètement fermenté et filtré, fabriqué à partir de riz ou de millet, plus riche en alcool (environ 10-15 %). C'est cette boisson élaborée, dite « vin de céréales » qui s'imposera au cours des siècles suivants.
Les demandes d'oracles faites aux devins royaux portaient sur les prises de décisions concernant les affaires du pays (départ en guerre, sacrifices...), sur des événements pouvant se produire (pluie, calamités, arrivée d'un envoyé...). Les demandes les plus fréquentes concernaient les sacrifices qui devaient être rendus aux ancêtres et à d'autres esprits (comme le Fleuve ou le Pic). Les offrandes sacrificielles d'alcool étaient présentées au même titre que les sacrifices d'animaux (ou d'humains). Ainsi à une demande concernant un sacrifice, le devin répond par l'augure :
On a consulté l'oracle : « Au jour Dingmao, le roi effectuera le rite you avec [le sacrifice de] cent (vases?) de vin chang 鬯, cents ovins et cent bovins » (trad. de Li Guoqiang).
Le li 醴, souvent cité dans les oracles, était la boisson préférée pour les libations effectuées lors des cérémonies sacrificielles. On peut la qualifier de « bière » puisque Huang suppose qu'elle était brassée avec des grains germés comme agent de saccharification. D'après le Classique des rites  (liji 禮記), si les Shang préféraient la bière légèrement alcoolisée li, la dynastie suivante des Zhou préférait le vin de céréale élaboré, le jiu 酒.
À la fin des Shang, la consommation de boissons alcooliques ne se limitait pas aux grandes fêtes rituelles mais était devenue une pratique ordinaire à la cour.

### Usages rituels, de la dynastieZhouà la fin desHan(-1045 / 220)
En raison du reproche fait aux aristocrates de la dynastie des Shang, de se livrer à des excès de boissons, le premier roi de la dynastie suivante des Zhou mit en garde ses sujets sur les risques de l'alcoolisme. Il ordonna que ceux qui s'adonnaient à la boisson devaient être arrêtés et condamnés à mort. Et bien que la source de cette information, le Zhouli (周禮 Rites des Zhou), mentionne  des fonctionnaires chargés de contrôler la production de vin de céréales, ce n'est pourtant que neuf siècles plus tard, en 98 avant notre ère, que l'empereur Wu des Han promulgua le monopole étatique de la production de vin. Les opérations militaires ayant asséché les caisses de l’État, l'empereur avait besoin de rajouter aux taxes sur le sel et le fer, celles sur le vin de céréale. Il ne s'agissait plus de prohiber ou restreindre la consommation d'alcool mais au contraire sinon de l'encourager du moins d'en profiter au maximum. La consommation devait cependant en être importante pour que l'opération soit fiscalement intéressante.
Les textes classiques de cette époque (premier millénaire avant notre ère), commencent à esquisser le mode de fabrication du vin de céréale(s). Le Classique des documents (Shu jing 书经, ca. -500) nous indique que pour faire du vin, on a besoin de ferment qunie 麴蘖 mais sans dire en quoi consistait ce mystérieux qūniè.
Un peu plus tard, le Classique des rites (Liji 禮記 /礼记) élabore un peu la technique du brassage. Il recommande six conditions pour obtenir un bon vin de céréales :

« [Dans le second mois d'hiver], l'ordre est donné au surintendant du Vin de veiller à ce que le millet et le riz soient complets (bien mûrs), le ferment qu et le grain germé nie soient de saison (rajoutés au bon moment), le trempage et le chauffage proprement accomplis, l'eau de source parfumée (potable), les récipients de poterie en bonne condition (propres), et le feu bien conduit (pour la cuisson des céréales) »

On voit donc que les deux voies conduisant aux boissons alcooliques par fermentation de céréales furent explorées en Chine : la première utilisant du grain germé contaminé (par des levures) pour faire une "bière" li 醴, et la seconde utilisant du riz cuit (fan) contaminé (par des moisissures) pour faire du "vin" jiu 酒. Mais suivant Huang, les anciens Chinois n'ont jamais parfaitement maitrisé la première technique et l'ont peu à peu délaissée. Par contre, ils n'ont cessé d'améliorer le contrôle de l'activité microbiologique du ferment qū, produit à partir de riz étuvé, et ont réussi très rapidement à fabriquer un vin de céréale de qualité.
La technique de fabrication du li avec du riz germé (nie 蘖) fut transmise au Japon (via la Corée), sous les Han (ou un peu plus tard), où li est prononcé rai 醴 et nie se dit getsu. Puis, à la période médiévale, les Japonais apprirent à préparer le koji 麴 (ou qu), pour faire du saké 酒.
| Vases rituels pour le vin de céréales, époque des Han (-206 / 220) Les vases hu sont devenus largement dominants à cette époque. | Vases rituels pour le vin de céréales, époque des Han (-206 / 220) Les vases hu sont devenus largement dominants à cette époque. | Vases rituels pour le vin de céréales, époque des Han (-206 / 220) Les vases hu sont devenus largement dominants à cette époque. |
| --- | --- | --- |
| | | |
| Vase hu 壶, terre cuite à glaçure verte                                                                                          | Gobelet zhi 巵, jade et autres pierres précieuses                                                                                | |

Les divers vins de céréale vont s'inscrire définitivement dans la longue histoire de la civilisation chinoise parce qu'ils devinrent la boisson sacrificielle offerte en libation aux esprits des ancêtres et aux divinités supérieures, puis par extension offertes aux supérieurs dont on espère des faveurs, conformément à l'étiquette du système rituel traditionnel.
Selon le Zhouli (周禮 Rites des Zhou), sous les Zhou occidentaux, les devins dépendaient du ministère des Cultes qui comprenait 70 officiers et 3 673 fonctionnaires ou assimilés. Un vin spécial était préparé expressément pour les offrandes rituelles aux ancêtres. C'était un vin de céréale léger, fermenté pendant un court laps de temps et utilisé immédiatement.
Des offrandes de vin étaient faites aux esprits des ancêtres royaux pour obtenir leur bénédiction ou pour obtenir des dieux de la Montagne et des Rivières de la pluie ou de bonnes récoltes.
Le nombre de libations variait suivant l'importance du rituel. Lors du culte des ancêtres, neuf libations s'adressaient à leur esprit. Pour les offrandes aux esprits du Ciel et de la Terre, il fallait sept libations et pour les esprits des Montagnes et Rivières, cinq libations suffisaient.
Le culte des ancêtres rassemblait les membres importants du lignage dirigés par leur chef, à l'occasion de mariages, d'expéditions militaires, de prises de nouvelles fonctions, etc. Il avait pour but de renforcer la cohésion du lignage et d'affirmer sa puissance. Au début de la cérémonie, un vin parfumé était répandu sur le sol, pour inciter les esprits à descendre parmi les participants afin de partager un festin communautaire. Les arômes puissants émanant du vin chauffé étaient réputés capables d'attirer les esprits. Le lien entre les générations s'exprimait par le fait qu'un descendant de l'ancêtre (comme son petit-fils) incarnait l'esprit ancestral. Le rôle de cet impétrant était très important puisqu'il siégeait sur l'autel sacrificiel en tant que représentant de l'ancêtre avec tous les participants agenouillés devant lui. Le chef du lignage puisait du vin de céréale à l'aide d'une louche en jade et l'offrait à l'impétrant sur l'autel. Celui-ci aspergeait un peu le sol du vin, en buvait quelques bonnes gorgées et versait le reste sur l'autel. Les opérations pouvaient se répéter avec d'autres responsables jusqu'au moment où l'impétrant était ivre et pouvait servir de médium à l'esprit de ancêtre (Szto, 2011). On procédait alors à des sacrifices d'animaux comme cochons, bovins ou ovins. Les offrandes de vin de céréale et de nourriture se poursuivaient avec un accompagnement musical. On considérait que lorsque les esprits ancestraux étaient bien rassasiés par la nourriture et bien enivrés de vin, c'était au tour des membres de la famille d'en profiter jusqu'à l'ébriété.
Dans la Chine ancienne, les subordonnés offraient de la nourriture et du vin pour obtenir les faveurs des supérieurs, y compris ancêtres et esprits. Le système juridique chinois traditionnel qui s'est maintenu jusqu'à l'époque moderne est basé sur la préférence de la vertu s'exprimant à travers les rituels.
Dans les interactions sociales, la voie de la vertu a toujours passé par l'offrande de quantité de victuailles et d'alcool. Cadeaux somptueux et ripailles sont restés les piliers de toute négociation et de toute tentative de résolution de conflits.
Szto établit « une filiation entre ces banquets sacrificiels où les participants comblaient de cadeaux les esprits pour les obliger en retour à être bienveillants, et les grands banquets bien arrosés, organisés à l'époque actuelle, considérés comme des rituels indispensables à la conclusion de contrats solides ». Les cadeaux d'objets de grand luxe restent le rituel obligatoire chez les fonctionnaires et les hommes d'affaires en négociation. Mais la voie de la vertu confucéenne est très étroite et les précipices de la corruption jamais très loin.

### Maturation des techniques de brassage, de la fin des Han aux Song (IIIe–XIIIesiècles)
S'il est bien établi que le vin de céréale était une marchandise importante dans l'économie des Han, son mode de fabrication nous est mal connu car les sources textuelles restent très évasives. La fin de l'état centralisé Han en 220 et le début d'une période de troubles qui s'étalera sur presque quatre siècles, ne pouvait laisser présager la publication du premier grand ouvrage encyclopédique sur l'agriculture en 544, le Qi Min Yao Shu 齐民要术, (Principales techniques pour le bien-être du peuple).
Sur quatre chapitres, l'auteur, Jia Sixie 贾思勰, détaille la préparation de trois grands types de ferment qu et de 37 genres de vin. Le blé est l’ingrédient principal du ferment solide qū alors que les ingrédients de base pour la fermentation sont le millet commun, le millet des oiseaux et le riz (voir section précédente).
Après la réunification de l'ensemble des pays chinois par la dynastie Sui  (581-618), le monopole d'état sur la fabrication et la commercialisation du vin de céréale est aboli. Chaque famille put se préparer son propre vin ou en produire pour la commercialisation. La dynastie Tang (618, 907) poursuivit au début cette politique libérale. Mais les dépenses occasionnées par la révolte d'An Lushan (755-763) obligea le gouvernement à chercher de nouvelles taxes. Le succès du monopole sur le sel, le conduisit à étendre ce monopole aux boissons alcooliques en 782. Avant la révolte d'An Lushan, les seules actions des autorités vis-à-vis du vin de céréale consistait à interdire l'usage de céréales pour la production de vin lors des périodes de famines. Après la rébellion, toute famille produisant du vin de céréale fut enregistrée (en 763) et sujette à une taxe mensuelle. Puis en 782, un monopole d'état fut imposé sur la production et la vente de vin. Les particuliers producteurs devinrent des employés de l'état. Des marchands de vin officiels (guanfang 官坊) se chargèrent de la vente du vin.
La vigne cultivée (Vitis vinifera) n'est pas indigène en Chine mais est venue de l'ouest, de l'empire Perse via les populations du Xinjiang à l'époque des Han.
Les raisins et le vin (de raisins) commenceront à être mieux connus et appréciés à partir de la conquête de Gaochang (高昌) dans la dépression de Tourfan (actuel Xinjiang) en 640. On commença à faire du vin en utilisant les levures déposées naturellement sur les pellicules et non plus l'inoculum qu. Le vin (de raisins)  après avoir connu une certaine popularité chez les aristocrates, redevint les siècles suivants, une boisson rare et exotique. Les populations du nord préparaient aussi des boissons alcooliques par fermentation de poires et de jujubes.
La capitale, Chang'an était le centre cosmopolite d'un immense empire s’étendant de la Corée à la Perse. On y produisait trois variétés de vins de céréales. De nombreux marchands de vin et buvettes bordaient les rues.
Le vin de céréale constituait toujours une offrande rituelle utilisée dans le culte des ancêtres aussi bien à la cour que dans le privé. La nourriture et le vin offert ont toujours constitué le moyen d'établir un lien entre présent et passé, de conforter sa filiation. La cour des Tang établit des Temples des Ancêtres Impériaux (ou Grand Temple taimiao 太庙) où comme sous les Han, l'empereur effectuait des offrandes de vin de céréales et d'animaux sacrifiés, aux esprits de ses ancêtres,. Pour le peuple, les occasions de boire ne manquaient pas : banquets offerts par les gouverneurs de province aux seniors, anniversaire de l'empereur que tous ses sujets étaient invités à fêter (du moins de 730 à 755), etc. Il était possible de boire un peu n'importe où et n'importe quand.
Les boissons alcooliques furent une source d'inspiration pour les poètes et artistes de cette époque. Lors de soirées les convives étaient invités à composer des poèmes spontanés tout en dégustant du vin de céréale. Le poète Li Bai 李白 (701-762), grand buveur épris de liberté, mena une vie de bohème et de vagabondage. Il associe souvent la lune et le vin, comme dans la suite de poèmes :
| Buvant seul sous la lune 月下独酌 |                                                     |
| Pichet de vin au milieu des fleurs Je bois seul, sans compagnon Levant ma coupe, je convie la lune claire Avec mon ombre, nous voilà trois | 花间一壶酒， 独酌无相亲。 举杯邀明月， 对影成三人。 |

Ce génie extravagant, « l'immortel du vin », finit noyé par une nuit d'ivresse, en tentant de saisir le reflet de la lune dans le fleuve Yangzi.
À l'époque de la dynastie Song, la capitale économique et culturelle du pays se déplace du nord (vallée du Fleuve Jaune), vers le sud, aux environs de Hangzhou (au sud du Yangzi Jiang). Le nord de la Chine est connu pour être le domaine par excellence de la culture du blé alors que le sud, est celui de la culture du riz. On va voir évoluer en conséquence les matières constituantes du vin de céréale qui va devenir peu à peu un « vin de riz ».
L'ouvrage le plus important de l'époque sur les techniques de brassage, le Beishan jiu jing 北山酒经 Le Classique du Vin de la Colline du Nord (1117), atteste amplement de cette évolution. L'auteur, Zhu Gong 朱肱, a dirigé une brasserie à Hangzhou et entend faire partager sa riche expérience à ses lecteurs. Après avoir livré une brève histoire du vin de céréale en Chine, il présente les procédés de fabrication de 13 ferments qu différents et d'une grande variété de vins de céréale. Par rapport, à l'autre grand texte majeur sur le vin, le Qi Min Yao Shu (de 544), cet ouvrage présente à côté des ferments qu à l'ancienne, fait avec de la farine de froment, des qu fait avec un mélange de farine de froment et de riz ou de riz seul. De plus, dans toutes les techniques d'incubation du qu, plusieurs plantes sont utilisées pour apporter leurs propriétés médicinales (comme le ginseng, le jatropha, etc.), aromatiques ou antiseptiques (épices, girofle, etc.) ou autres (houblon, xanthium, etc.).
En ce qui concerne la fermentation elle-même, dans le Beishan jiu jing, les premières étapes du processus sont beaucoup plus complexes que ce qui était connu antérieurement : le riz étuvé est mélangé avec du malt, du ferment qu 曲, de la levure jiao 酵 et un liquide de trempage du blé, aigri, ou jiang 浆 (utilisé actuellement dans la fabrication du vin de Shaoxing). C'est la première fois que l'usage de la levure jiao est explicitement indiqué dans le brassage du vin. Lorsque la fermentation est terminée, le vin est mis à décanter puis est chauffé pour assurer ce qu'on sait maintenant être une pasteurisation, stabilisant un produit vivant et donc instable.
Les procédés de brassage du vin donnés dans le Beishan jiu jing restèrent un modèle toujours reproduit jusqu'au début du XXe siècle (Xu).

### De l'apogée à la modernisation, des Yuan à l'époque actuelle (XIIIe–XXIesiècles)
L'apogée de la culture du vin de céréale se situe pendant les trois dernières dynasties de l'empire : les Yuan (1276-1368), les Ming (1368-1644) et les Qing (1644-1911).
Durant la première période, celle des Mongols ou Yuan, on observe encore deux innovations significatives : 

- l'introduction d'un nouveau ferment, le hongqu 红曲, le « ferment rouge » dont la couleur provient d'une espèce fongique : le Monascus purpureus. Il permet la fabrication d'un nouveau vin de céréale, le hongjiu 红酒, litt. « vin rouge ».
- la commercialisation d'une eaux-de-vie, appelée communément shaojiu 烧酒 dans le sud et baijiu 白酒 dans le nord, obtenue par distillation du vin de céréale.

Les principales boissons alcooliques chinoises vont donc désormais pouvoir être regroupées dans deux catégories : les huangjiu  ou vins de céréale et les baijiu  ou eaux-de-vie de céréale.
Toutefois, le médecin du XVIe siècle, Li Shizhen, distingue trois classes : les boissons obtenues par fermentation de céréales inoculées avec le qu (comme les vins de millet, de riz glutineux, de sorgho), les boissons obtenues directement par fermentation de raisins ou de miel sans inoculation de qu (donc vin et hydromel) et les eaux-de-vie. Il recommande dans sa pharmacopée Bencao gangmu le vin de raisins putaojiu pour « réchauffer les lombes et les reins, garder une bonne mine, résister au froid ».
Durant la dynastie Ming, la production de vin de céréale s'est étendue à toute la Chine. Ainsi dans le centre de la Chine, la petite ville de Hengyang (衡阳) comportait dix mille (c.-à-d. un grand nombre) ateliers artisanaux fabricant du vin de céréale. Cette époque a laissé le souvenir de quelques fameux huangjiu mais aussi de vins médicinaux réputés.
Graduellement la production de vin de céréale se réduisit à quelques provinces du sud : le Zhejiang, Jiangsu, Jiangxi et Fujian. Le plus fameux, le Shaoxing jiu, le vin de riz de Shaoxing (Zhejiang), était vendu dans tout le pays et à l'étranger (au Japon).
Après s'être longuement arc-bouté sur sa riche tradition et avoir rejeté systématiquement tout ce qui venait d'Occident, le vieil empire chinois a fini par entrer dans la modernité technique et scientifique du XXe siècle, au prix d'une longue période chaotique, parcourue de maint soubresauts violents. Actuellement, le paysage des boissons alcooliques réalise un genre de métissage des traditions chinoises et occidentales. Le goût de la modernité attire vers la consommation de boissons "occidentales" comme la bière ou le vin mais la fierté nationale ramènent aussi vers les produits traditionnels.
Les techniques de brassage occidentales ont commencé à être adoptées au Japon à la fin du XIXe siècle puis au siècle suivant en Chine. La découverte des micro-organismes du qu à l'origine des transformations amylo-fermentaires des céréales ont permis de revoir les techniques de brassage traditionnelles. De nombreuses souches pures d'Aspergillus spp., Mucor spp., Rhizopus spp., et Monascus spp. ont été sélectionnées pour leur grande activité hydrolitique ou fermentaire. La meilleure connaissance des processus de fermentation permet de développer une production mécanisée et de sortir en grande quantité des vins de céréale stables. Pourtant d'après Huang, il semblerait que, au moins dans les années 1980, la majorité des producteurs tendaient à préférer les mélanges de cultures à la mode ancienne, aux souches pures.